# 16.ª edición de los Premios Óscar
La 16.ª edición de los Premios Óscar se celebró el 2 de marzo de 1944 en el Grauman's Chinese Theatre de Los Ángeles, California, y fue conducida por Jack Benny.
Esta fue la primera edición de los premios que se celebró en un gran espacio, el Grauman's Chinese Theatre. Se dieron pases gratuitos a hombres y mujeres con uniforme militar.[cita requerida] Jack Benny ejerció de maestro de ceremonias, en un evento que duró menos de 30 minutos.
La serie de dibujos animados Tom and Jerry ganó su primer Óscar este año por The Yankee Doodle Mouse después de sus dos nominaciones consecutivas anteriores fallidas. Esta serie ganaría en total seis premios, incluyendo 3 consecutivos en los 3 siguientes años, consiguiendo un total de 13 nominaciones.
Por primera vez, los actores y actrices de reparto se llevaron a su casa una estatuilla al igual que el resto de premiados, en lugar de los premios anteriores que se les otorgaban, montados en una placa.[cita requerida]
Por quién doblan las campanas fue la tercera película en recibir nominaciones en todas las categorías interpretativas.
Este fue la última edición hasta la de 2009 en la que hubo 10 películas nominadas a mejor película; The Ox-Bow Incident es hasta la fecha, la última película en recibir su única nominación como mejor película.

## Ganadores y nominados

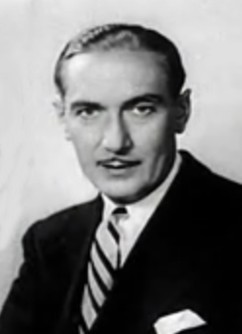
Paul Lukas fue el ganador del Óscar al mejor actor por Watch on the Rhine.

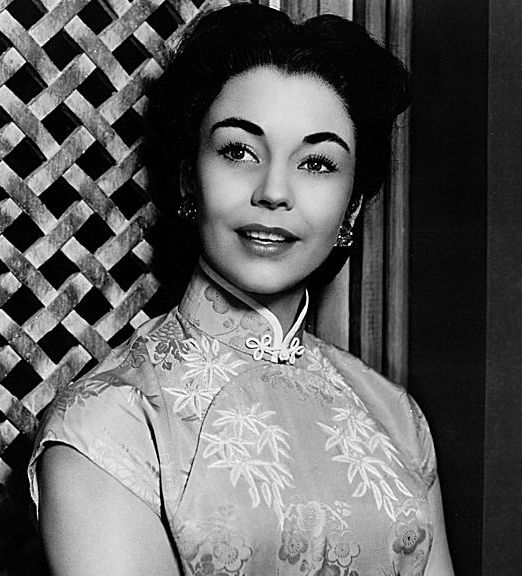
Jennifer Jones fue la ganadora del Óscar a la mejor actriz por La canción de Bernadette.

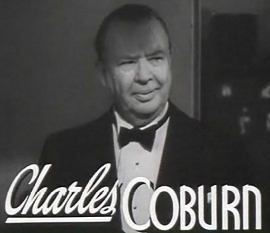
Charles Coburn fue el ganador del Óscar al mejor actor de reparto por El amor llamó dos veces.

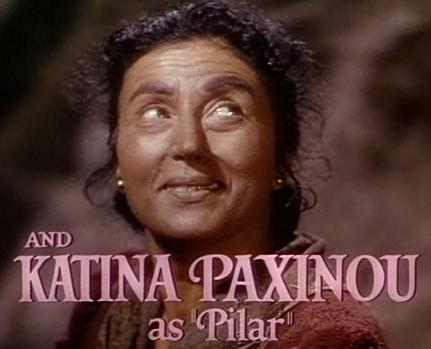
Katina Paxinou fue la ganadora del Óscar a la mejor actriz de reparto por Por quién doblan las campanas.

Indica el ganador dentro de cada categoría.
| Película sobresaliente Presentado por: Sidney Franklin Casablanca — Warner Bros. - For Whom the Bell Tolls (Por quién doblan las campanas) — Paramount - Heaven Can Wait (El cielo puede esperar) — 20th Century Fox - The Human Comedy (La comedia humana) — Metro-Goldwyn-Mayer - In Which We Serve (Sangre, sudor y lágrimas) — Two Cities Films - Madame Curie — Metro-Goldwyn-Mayer - The More the Merrier (El amor llamó dos veces) — Columbia - The Ox-Bow Incident (El incidente Ox-Bow) — 20th Century Fox - The Song of Bernadette (La canción de Bernadette) — 20th Century Fox - Watch on the Rhine (Alarma en el Rin) — Warner Bros. | Mejor dirección Presentado por: Mark Sandrich Michael Curtiz - Casablanca - Clarence Brown – The Human Comedy (La comedia humana) - Henry King – The Song of Bernadette (La canción de Bernadette) - Ernst Lubitsch – Heaven Can Wait (El cielo puede esperar) - George Stevens – The More the Merrier (El amor llamó dos veces) |
| Mejor actor Presentado por: George Murphy Paul Lukas – Watch on the Rhine (Alarma en el Rin), como Kurt Muller - Humphrey Bogart – Casablanca, como Rick Blaine - Gary Cooper – For Whom the Bell Tolls (Por quién doblan las campanas), como Robert Jordan - Walter Pidgeon – Madame Curie, como Pierre Curie - Mickey Rooney – The Human Comedy (La comedia humana), como Homer Macauley | Mejor actriz Presentado por: Greer Garson Jennifer Jones – The Song of Bernadette (La canción de Bernadette), como Bernadette Soubirous - Jean Arthur – The More the Merrier (El amor llamó dos veces), como Constance Milligan - Ingrid Bergman – For Whom the Bell Tolls (Por quién doblan las campanas), como María - Joan Fontaine – The Constant Nymph (La ninfa constante), como Tessa Sanger - Greer Garson – Madame Curie, como Marie Curie |
| Mejor actor de reparto Presentado por: Donald Crisp Charles Coburn – The More the Merrier (El amor llamó dos veces), como Benjamin Dingle - Charles Bickford – The Song of Bernadette (La canción de Bernadette), como Abate Dominique Peyramale - J. Carrol Naish – Sahara, como Giuseppe - Claude Rains – Casablanca, como Capitán Louis Renault - Akim Tamiroff – For Whom the Bell Tolls (Por quién doblan las campanas), como Pablo | Mejor actriz de reparto Presentado por: Teresa Wright Katina Paxinou – For Whom the Bell Tolls (Por quién doblan las campanas), como Pilar - Gladys Cooper – The Song of Bernadette (La canción de Bernadette), como Marie Therese Vauzou - Paulette Goddard – So Proudly We Hail! (Sangre en Filipinas), como la Teniente Joan O'Doul - Anne Revere – The Song of Bernadette (La canción de Bernadette), como Louise Casterot Soubirous - Lucile Watson – Watch on the Rhine (Alarma en el Rin), como Fanny Farrelly |
| Mejor argumento Presentado por: James Hilton The Human Comedy (La comedia humana) – William Saroyan - Action in the North Atlantic (Acción en el Atlántico Norte) – Guy Gilpatric - Destination Tokyo (Destino Tokio) – Steve Fisher - The More the Merrier (El amor llamó dos veces) – Frank Ross y Robert Russell - Shadow of a Doubt (La sombra de una duda) – Gordon McDonell | Mejor guion original Presentado por: James Hilton Princess O'Rourke – Norman Krasna - Air Force (El bombardero heroico) – Dudley Nichols - In Which We Serve (Sangre, sudor y lágrimas) – Noël Coward - The North Star (La estrella del norte) – Lillian Hellman - So Proudly We Hail! (Sangre en Filipinas) – Allan Scott |
| Mejor guion Presentado por: James Hilton Casablanca – Julius J. Epstein, Philip G. Epstein y Howard E. Koch; basado en Everybody Comes to Rick's de Murray Burnett y Joan Alison - Holy Matrimony (Sagrado matrimonio) – Nunnally Johnson; basado en la novela Buried Alive de Arnold Bennett - The More the Merrier (El amor llamó dos veces) – Richard Fluornoy, Lewis R. Foster, Frank Ross y Robert Russell; a partir de una novela de Frank Ross y Robert Russell - The Song of Bernadette (La canción de Bernadette) – George Seaton; basado en la novela de Franz Werfel - Watch on the Rhine (Alarma en el Rin) – Lillian Hellman y Dashiell Hammett; a partir de la novela de Lillian Hellman | Mejor cortometraje animado Presentado por: Walter Wanger The Yankee Doodle Mouse – Fred Quimby - The 500 Hats of Bartholomew Cubbins – George Pal - The Dizzy Acrobat – Walter Lantz - Greetings Bait – Leon Schlesinger - Imagination – Dave Fleischer - Reason and Emotion – Walt Disney |
| Mejor cortometraje - Un rollo Presentado por: Walter Wanger Amphibious Fighters – Grantland Rice - Cavalcade of Dance – Gordon Hollingshead - Champions Carry On' the Blues – Edmund Reek - Hollywood in Uniform – Ralph Staub - Seeing Hands – Pete Smith | Mejor cortometraje - Dos rollos Presentado por: Walter Wanger Heavenly Music – Jerry Bresler y Sam Coslow - Letter to a Hero – Frederic Ullman, Jr. - Mardi Gras – Walter MacEwen - Women at War – Gordon Hollingshead |
| Mejor documental Presentado por: Howard Estabrook Desert Victory – Ministerio Británico de Información - Baptism of Fire – Ejército de los Estados Unidos - The Battle of Russia – Departamento de Guerra de los Estados Unidos - Report from the Aleutians – Ejército de los Estados Unidos - War Department Report – Office of Strategic Services | Mejor documental corto Presentado por: Howard Estabrook December 7th – Armada de los Estados Unidos - Children of Mars - RKO Radio - Plan for Destruction – Metro-Goldwyn-Mayer - Swedes in America – Oficina de Información de Guerra de Estados Unidos - To the People of the United States – Walter Wanger - Tomorrow We Fly – Armada de los Estados Unidos - Youth in Crisis – The March of Time |
| Mejor banda sonora de una película dramática o comedia Presentado por: Dinah Shore The Song of Bernadette (La canción de Bernadette) – Alfred Newman - The Amazing Mrs. Holliday (Mi encantadora esposa) – Hans J. Salter and Frank Skinner - Casablanca – Max Steiner - Commandos Strike at Dawn (Ataque al amanecer) – Louis Gruenberg y Morris Stoloff - The Fallen Sparrow (Perseguido) – Constantin Bakaleinikoff y Roy Webb - For Whom the Bell Tolls (Por quién doblan las campanas) – Victor Young - Hangmen Also Die! (Los verdugos también mueren) – Hans Fisher - Hi Diddle Diddle (Casados sin casa) – Phil Bontejle - In Old Oklahoma (En el viejo Oklahoma) – Walter Scharf - Johnny Come Lately (El vagabundo) – Leigh Harline - The Kansan – Gerard Carbonara - The North Star (La estrella del norte) – Arthur Lange - Madame Curie – Herbert Stothart - The Moon and Sixpence (La luna y seis peniques) – Dimitri Tiomkin - The North Star (La estrella del norte) – Aaron Copland - Victory Through Air Power – Edward H. Plumb, Paul J. Smith y Oliver G. Wallace                                                                                               | Mejor orquestación de una película musical Presentado por: Dinah Shore This Is the Army (Esto es el ejército) – Ray Heindorf - Coney Island – Alfred Newman - Hit Parade of 1943 – Walter Scharf - Phantom Of The Opera (El fantasma de la ópera) – Edward Ward - Saludos amigos – Edward H. Plumb, Paul J. Smith y Charles Wolcott - The Sky's the Limit (El límite es el cielo) – Leigh Harline - Something to Shout About – Morris Stoloff - Stage Door Canteen (Tres días de amor y fe) – Fred Rich - Star Spangled Rhythm (Fantasía de estrellas) – Robert Emmett Dolan - Thousands Cheer (El desfile de las estrellas) – Herbert Stothart |
| Mejor canción original Presentado por: Dinah Shore «You'll Never Know» de Hello, Frisco, Hello – Música: Harry Warren; Letra: Mack Gordon - «A Change of Heart» de Hit Parade of 1943 – Música: Jule Styne; Letra: Harold Adamson - «Happiness Is a Thing Called Joe» de Cabin in the Sky (Una cabaña en el cielo) – Música: Harold Arlen; Letra: E. Y. Harburg - «My Shining Hour» de The Sky's the Limit (El límite es el cielo) – Música: Harold Arlen; Letra: Johnny Mercer - «Saludos Amigos» de Saludos amigos – Música: Charles Wolcott; Letra: Ned Washington - «Say a Pray'r for the Boys Over There» de Hers to Hold (Lazos eternos) – Música: Jimmy McHugh; Letra: Herb Magidson - «That Old Black Magic» de Star Spangled Rhythm (Fantasía de estrellas) – Música: Harold Arlen; Letra: Johnny Mercer - «They're Either Too Young or Too Old» de Thank Your Lucky Stars (Adorables estrellas) – Música: Arthur Schwartz; Letra: Frank Henry Loesser - «We Mustn't Say Goodbye» de Stage Door Canteen (Tres días de amor y fe) – Música: James V. Monaco; Letra: Al Dubin - «You'd Be So Nice to Come Home To» de Something to Shout About – Letra y música: Cole Porter | Mejor sonido Presentado por: Y. Frank Freeman This Land is Mine (Esta tierra es mía) – Stephen Dunn - Hangmen Also Die! (Los verdugos también mueren) – Jack Whitney - In Old Oklahoma (En el viejo Oklahoma) – Daniel J. Bloomberg - Madame Curie – Douglas Shearer - The North Star (La estrella del norte) – Thomas T. Moulton - Phantom Of The Opera (El fantasma de la ópera) – Bernard B. Brown - Riding High (En la cumbre de la felicidad) – Loren R. Ryder - Sahara – John P. Livadary - Saludos amigos – C. O. Slyfield - So This is Washington – J. L. Fields - The Song of Bernadette (La canción de Bernadette) – E. H. Hansen - This Is the Army (Esto es el ejército) – Nathan Levinson                                                                  |
| Mejor fotografía - Blanco y negro Presentado por: Rosalind Russell The Song of Bernadette (La canción de Bernadette) – Arthur Miller - Air Force (El bombardero heroico) – James Wong Howe, Eliner Dyer y Charles Marshall - Casablanca – Arthur Edeson - Corvette K-225 (Héroes del mar) – Tony Gaudio - Five Graves to Cairo (Cinco tumbas en El Cairo) – John F. Seitz - The Human Comedy (La comedia humana) – Harry Stradling - Madame Curie – Joseph Ruttenberg - The North Star (La estrella del norte) – James Wong Howe - Sahara – Rudoplh Maté - So Proudly We Hail! (Sangre en Filipinas) – Charles Lang | Mejor fotografía - Color Presentado por: Rosalind Russell Phantom Of The Opera (El fantasma de la ópera) – Hal Mohr y W. Howard Greene - For Whom the Bell Tolls (Por quién doblan las campanas) – Ray Rennahan - Heaven Can Wait (El cielo puede esperar) – Edward Cronjager - Hello, Frisco, Hello – Charles G. Clarke y Allen M. Davey - Lassie Come Home (Lassie, la cadena invisible) – Leonard Smith - Thousands Cheer (El desfile de las estrellas) – George J. Folsey |
| Mejor dirección de arte - Blanco y negro Presentado por: Carole Landis The Song of Bernadette (La canción de Bernadette) – Dirección de arte: James Basevi y William S. Darling; Decorados: Thomas Little - Five Graves to Cairo (Cinco tumbas en El Cairo) – Dirección de arte: Hans Dreier y Ernst Fegte; Decorados: Bertram Granger - Flight for Freedom (Encuentro en el Pacífico) – Dirección de arte: Albert S. D'Agostino y Carroll Clark; Decorados: Darrell Silvera y Harley Miller - Madame Curie – Dirección de arte: Cedric Gibbons y Paul Groesse; Decorados: Edwin B. Willis y Hugh Hunt - Mission to Moscow (Misión en Moscú) – Dirección de arte: Carl Weyl; Decorados: George J. Hopkins - The North Star (La estrella del norte) – Dirección de arte: Perry Ferguson; Decorados: Howard Bristol | Mejor dirección de arte - Color Presentado por: Carole Landis Phantom Of The Opera (El fantasma de la ópera) – Dirección de arte: Alexander Golitzen y John B. Goodman; Decorados: Russell A. Gausman y Ira S. Webb - For Whom the Bell Tolls (Por quién doblan las campanas) – Dirección de arte: Hans Dreier y Haldane Douglas; Decorados: Bertram Granger - The Gang's All Here (Toda la banda está aquí) – Dirección de arte: James Basevi y Joseph C. Wright; Decorados: Thomas Little - This Is the Army (Esto es el ejército) – Dirección de arte: John Hughes y John Koenig; Decorados: George J. Hopkins - Thousands Cheer (El desfile de las estrellas) – Dirección de arte: Cedric Gibbons y Daniel Cathcart; Decorados: Edwin B. Willis y Jacques Mersereau |
| Mejor montaje Presentado por: Y. Frank Freeman Air Force (El bombardero heroico) – George Army - Casablanca – Owen Marks - Five Graves to Cairo (Cinco tumbas en El Cairo) – Doane Harrison - For Whom the Bell Tolls (Por quién doblan las campanas) – Sherman Todd y John Link - The Song of Bernadette (La canción de Bernadette) – Barbara McLean | Mejores efectos especiales Presentado por: Y. Frank Freeman Crash Dive (Tiburones de acero) – Fred Sersen y Roger Heman Sr. - Air Force (El bombardero heroico) – Hans F. Koenekamp, Rex Wimpy y Nathan Levinson - Bombardier - Vernon L. Walker, James G. Stewart y Roy Granville - The North Star (La estrella del norte) – Clarence Slifer, Ray Binger y Thomas T. Moulton - So Proudly We Hail! (Sangre en Filipinas) – Farciot Edouart, Gordon Jennings y George Dutton - Stand By for Action – A. Arnold Gillespie, Donald Jahraus y Michael Steinore |

### Óscar honorífico
- George Pal, por el desarrollo de nuevas técnicas en la producción de cortometrajes.[2]

## Premios y nominaciones múltiples
| Película                                                | Nominaciones | Premios |
| ------------------------------------------------------- | ------------ | ------- |
| The Song of Bernadette (La canción de Bernadette)       | 12           | 4       |
| Casablanca                                              | 8            | 3       |
| Phantom Of The Opera (El fantasma de la ópera)          | 4            | 2       |
| For Whom the Bell Tolls (Por quién doblan las campanas) | 9            | 1       |
| The More the Merrier (El amor llamó dos veces)          | 6            | 1       |
| The Human Comedy (La comedia humana)                    | 5            | 1       |
| Air Force (El bombardero heroico)                       | 4            | 1       |
| Watch on the Rhine (Alarma en el Rin)                   | 2            | 1       |
| This Is the Army (Esto es el ejército)                  | 3            | 1       |
| Hello, Frisco, Hello                                    | 2            | 1       |
| Crash Dive (Tiburones de acero)                         | 1            | 1       |
| Princess O'Rourke                                       | 1            | 1       |
| This Land is Mine (Esta tierra es mía)                  | 1            | 1       |
| Madame Curie                                            | 7            | 0       |
| The North Star (La estrella del norte)                  | 6            | 0       |
| So Proudly We Hail! (Sangre en Filipinas)               | 4            | 0       |
| Five Graves to Cairo (Cinco tumbas en El Cairo)         | 3            | 0       |
| Heaven Can Wait (El cielo puede esperar)                | 3            | 0       |
| Sahara                                                  | 3            | 0       |
| Saludos amigos                                          | 3            | 0       |
| Thousands Cheer (El desfile de las estrellas)           | 3            | 0       |
| Hangmen Also Die! (Los verdugos también mueren)         | 2            | 0       |
| Hit Parade of 1943                                      | 2            | 0       |
| In Old Oklahoma (En el viejo Oklahoma)                  | 2            | 0       |
| In Which We Serve (Sangre, sudor y lágrimas)            | 2            | 0       |
| The Sky's the Limit (El límite es el cielo)             | 2            | 0       |
| Something to Shout About                                | 2            | 0       |
| Stage Door Canteen (Tres días de amor y fe)             | 2            | 0       |
| Star Spangled Rhythm (Fantasía de estrellas)            | 2            | 0       |